# Pera-rocha
A pera-rocha é uma variedade de pera, originária de Portugal, mais precisamente de Sintra.
Presentemente, a sua produção encontra-se abrangida por uma denominação de origem protegida e fica situada na região do Oeste, pelo que passou a ter o nome de pera-rocha-do-oeste. No Brasil ela é conhecida como pera-portuguesa.
A região do Oeste faz exportar 52.640 toneladas (valores de 3 de maio de 2013) de pera-rocha para: Reino Unido, Brasil, França, República da Irlanda, Rússia, Suíça, Polónia, Países Baixos, Marrocos,Canadá e Espanha [carece de fontes?].

## História
Em 1836, com origem numa árvore obtida por semente ocasional, foi identificada uma pereira diferente, na propriedade "terra da Rocha" de Pedro António Rocha, situada no concelho de Sintra, mais precisamente na Ribeira de Sintra cujos frutos eram de uma qualidade invulgar. Essa pera passou a ter a denominação de “Pêra Rocha do Oeste”.

## Produção

### Em Portugal
É nos municípios do oeste de Portugal que se concentra a produção de pera-rocha, destacando-se os concelhos do Cadaval com uma área de cultivo de 2.073 hectares e o expressivo em crescimento na última década, o concelho do Bombarral cuja área plantada de 1.934 hectares aumentou apenas de 2% na última década.
| Municípios | Área cultivada em ha |
| --- | -------------------- |
| Torres Vedras, Caldas da Rainha, Bombarral, Cadaval | > 1000 ha            |
| Alcobaça, Óbidos, Lourinhã, Mafra | > 500 ha             |
| Marinha Grande, Vila Nova de Ourém, Arruda dos Vinhos, Sobral de Monte Agraço, Peniche, Leiria, Alenquer, Santarém, Rio Maior, Cartaxo, Nazaré, Batalha, Azambuja, Porto de Mós, Vila Franca de Xira, Torres Novas, Alcanena, Tomar, Ferreira do Zêzere | < 500 ha             |

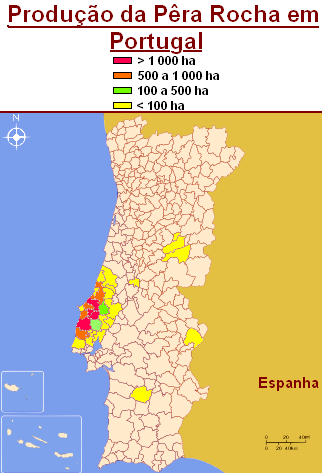
Produção da pera-rocha no Oeste.

Produz-se também pera-rocha, embora em menores quantidades, no Alentejo (nos concelhos de Ferreira do Alentejo e Elvas), em Trás-os-Montes (concelho de Carrazeda de Ansiães), no Minho (município de Braga) e na Beira Interior (em Lamego, na Guarda, na Manteigas, na Covilhã, em Belmonte e no Fundão).

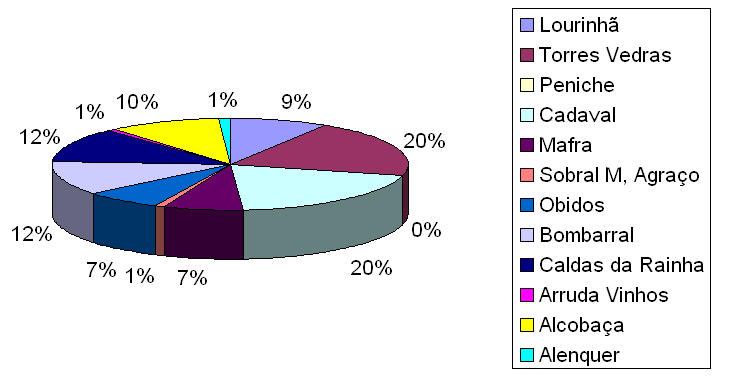
Percentual de produção de pera-rocha no Oeste.

### No Brasil
A pera-rocha também é produzida no Brasil há vários anos, e o estado de Santa Catarina é o pioneiro na produção desta fruta, com o plantio de 45.000 mudas importadas de Portugal em três fazendas. O seu rendimento por hectare é comparável ao da maçã. Também é cultivada no interior de São Paulo [carece de fontes?].